# DuckTales: Scrooge's Loot
DuckTales: Scrooge's Loot (укр. Качині історії: Здобич Скруджа)⁣ — відеогра 2013 року, що була розроблена Disney Interactive Studios, канадською студією Complex Games та випущена Disney Mobile для мобільних платформ iOS та Android 26 липня 2013 року в Канаді.
Історія гри полягає в тому, що дядька Скруджа було пограбовано. Гравець мусить допомогти повернути вкрадене.